# Carles Simó i Torres
Carles Simó i Torres (Barcelona, 1946) és un matemàtic català. El 1974 es doctorà en matemàtiques per la Universitat de Barcelona, alhora que es llicencià en enginyeria industrial per la Universitat Politècnica de Catalunya. Des de 1975 és catedràtic de matemàtica aplicada.
Els seus temes de recerca són: propietats generals dels sistemes dinàmics, sistemes hamiltonians, aplicacions simplèctiques i temes afins, sistemes dissipatius, atractors i propietats universals, mecànica celeste, anàlisi i disseny de missions espacials, indicadors numèrics de la dinàmica, i estudis i demostracions assistits per ordinador. El seu punt de vista és tot el que evoluciona amb el pas del temps és un sistema dinàmic, es tracti del sistema solar, d'un algorisme numèric iteratiu o de la interacció de neurones.
És membre de nombroses societats científiques com la Societat Americana de Matemàtiques (AMS), la Societat Matemàtica Francesa (SMF), la Unió Astronòmica Internacional (UAI), l'Acadèmia de Ciències de Nova York (NYAS) i des de 1989 de la Reial Acadèmia de Ciències i Arts de Barcelona. El 1994 va rebre la Medalla Narcís Monturiol al mèrit científic per les seves contribucions a la Teoria dels Sistemes Dinàmics. El 2012 ha estat guardonat amb el Premi Nacional de Recerca que convoca la Fundació Catalana per a la Recerca i la Innovació.

## Obra[4]
- La omnipresencia del caos (castellà)
- Una visión personal sobre los Sistemas Dinámicos Gaceta de la Real Sociedad Matematica Española, ISSN 1138-8927, Vol. 11, Nº 4, 2008, pàgs. 679-686
- Algunes reflexions sobre la matemàtica aplicada i l'ensenyament en general Butlletí de la Societat Catalana de Matemàtiques, ISSN 0214-316X, Vol. 12, Nº. 2, 1997, pàgs. 59-70